# Borgula András
Borgula András (Budapest, 1975 –) rendező, író, műfordító, a Gólem Színház alapítója.

## Életpályája
A budapesti Madách Imre Gimnáziumba járt 1990 és 1994 között, ahol tagja volt a gimnázium Thália stúdiójának, illetve ezzel egy időben a Harlekin Gyermekszínháznak. 1995-től Izraelben élt. Három év katonáskodás után jelentkezett rendező és színész szakra. A Tel Aviv-i Egyetem színházrendező szakán tanult. Tanulmányai végeztével visszatért Magyarországra, s hosszabb-rövidebb ideig a budapesti Katona József Színházban és a Bárka Színházban működött. 2005-ben megalapította a Gólem Egyesületet, illetve a Gólem Színházat, amely az egyetlen vállaltan zsidó színház Budapesten.
Gyakori szereplője volt az ATV-n Havas Henrik Havas a pályán című műsorának, majd Fiala János, ill. a Fialát váltó Krug Emília Civil a pályán című műsorába is gyakran hívják vendégnek.
A Tilos Rádión kéthetente van saját műsora Félúton címmel.
Héberből fordít színdarabokat, írással és díszlettervezéssel is foglalkozik.

## Bemutatott színpadi művei
- Németh Virág – Borgula András: Szakácskönyv a túlélésért (2014)
- Németh Virág – Borgula András – Laboda Kornél: Steinerék (2017)
- Borgula András: Vircsaft (2021)

## Rendezéseiből
- Johann Nepomuk Nestroy: Talizmán
- Hanoch Levin: A bennünk élő csodálatos nő
- Hanoch Levin: Jákobi és Lájdentál
- Etgar Keret: A trükk
- Etgar Keret – Vinnai András: Pizza Kamikaze
- Nissim Aloni: Az amerikai hercegnő
- Marianna Salzmann: Anyám mondta - Mamelosn
- Marianna Salzmann: Anyanyelve mamelosch
- Anat Gov: Jaj, istenem!
- David Ives: Ismerős történet
- Halpern és Johnson
- Oleg Bogajev: Orosz népi posta
- Dancs István: Osztálytalálkozó
- Németh Virág: Taigetosz Gimi
- Németh Virág: Ádám világgá megy
- Németh Virág: Az utolsó velencei kalmár
- Németh Virág: Szalonklára
- Németh Virág – Borgula András: Szakácskönyv a túlélésért
- Németh Virág – Borgula András – Laboda Kornél: Steinerék
- Borgula András: Vircsaft
- Vinnai András: Lefitymálva
- Visky András: Ha lesz egy férfinak...
- Kiss Judit Ágnes – Nényei Pál – Szabó Borbála – Maros András: Kiválasztottak
- Dávid pennája (kabaré)
- Jazz&Jews
- My little Gólem
- ZS-kategória (önfeledt zsidózás revüvel)

## Díszlettervei
- Németh Virág – Borgula András: Szakácskönyv a túlélésért
- Etgar Keret – Vinnai András: Pizza Kamikaze
- ZS-kategória (önfeledt zsidózás revüvel)
- Kiss Judit Ágnes – Nényei Pál – Szabó Borbála – Maros András: Kiválasztottak
- Dancs István - Németh Virág: Önként, dalolva